# Ghada Ali
Ghada Ali (ur. 5 maja 1989, arab. غادة علي) – libijska lekkoatletka, sprinterka i skoczkini w dal, olimpijka.
W roku 2008 reprezentowała swój kraj na igrzyskach w Pekinie, startowała w biegu na 400 metrów - odpadła w eliminacjach z czasem 1:06.19 s.
W 2011 zajęła 6. miejsce w skoku w dal na igrzyskach panarabskich. Rok później na mistrzostwach Afryki w lekkoatletyce zajęła 18. miejsce w tej samej dyscyplinie.

## Rekordy życiowe
| Konkurencja        | Wynik (s) | Miejsce    | Data             |
| ------------------ | --------- | ---------- | ---------------- |
| Bieg na 400 metrów | 1:06.19   | Pekin      | 16 sierpnia 2008 |
| Skok w dal         | 4.54      | Porto Novo | 28 czerwca 2012  |